# Kainardja, Silistra
Kainardja (în bulgară Кайнарджа, denumit în trecut Cainargeaua Mică și Kuciuk Kainargi), este un sat în regiunea Silistra, Dobrogea de Sud, nord-estul Bulgariei. Satul se află amplasat la altitudinea de 173 m deasupra n.m. și avea, la recensământul din 2008, 882 locuitori. 
Localitatea a intrat în istorie prin Pacea de la Kuciuk-Kainargi (iulie 1774), pace prin care s-a încheiat Războiul Ruso-Turc din 1768–1774; la acea vreme, localitatea făcea parte din Imperiul Otoman. În 1878, odată cu tratatul de la Berlin, a devenit parte a Bulgariei autonome și apoi, din 1908, independente. În 1913, în urma celui de al Doilea Război Balcanic, a fost inclus în Regatul României prin tratatul de la București, făcând parte până în 1940 din plasa Ostrov a județului Durostor, fiind denumit Cainargeaua Mică. În 1940, tratatul de la Craiova a dus la revenirea administrației bulgărești asupra localității. De atunci, face parte din regiunea Silistra, cu întrerupere între 1987–1999, în perioada organizării administrative concepute de guvernul comunist al lui Todor Jivkov, când a fost parte a provinciei Razgrad.

## Demografie
Componența etnică a satului Kainardja
     Turci (1,01%)
     Bulgari (98,4%)
     Nicio identificare (0,57%)
     Altele (0%)
La recensământul din 2011, populația satului Kainardja era de 691 locuitori. Din punct de vedere etnic, majoritatea locuitorilor (98,4%) erau bulgari, cu o minoritate de turci (1,01%). Pentru 0,57% din locuitori nu este cunoscută apartenența etnică.